# Província Central (Papua i Nova Guinea)
La província Central de Papua Nova Guinea està a la costa sud del país. Té una població de 183.983 habitants (Cens del 2000) i una extensió de 29.500 km quadrats. La capital provincial és Port Moresby, que també ho és de l'estat de Papua Nova Guinea.
El 9 d'octubre del 2007 es va fer un anunci oficial sobre la intenció de traslladar la capital provincial a la ciutat de Bautama.
Mentre que l'idioma més estès és la lingua franca anomenada Tok Pisin en totes les ciutats de Papua Nova Guinea, en parts del sud de la província central ho és la lingua franca anomenada Hiri Motu, però aquest no és el cas de Port Moresby.

## Districtes i Govern de nivell local (GNL)
Cadascuna de les províncies de Papua Nova Guinea tenen un o més districtes i cadascun dels districtes un o més zones de GNL. Per al cens les zones GNL estan subdividides.
| Districte              | Capital de districte | Nom del GNL        |
| ---------------------- | -------------------- | ------------------ |
| Districte Abau         | Abau                 | Amazon Bay Rural   |
| Districte Abau         | Abau                 | Aroma Rural        |
| Districte Abau         | Abau                 | Nevulós Bay Rural  |
| Districte Goilala      | Tapini               | Guari Rural        |
| Districte Goilala      | Tapini               | Tapini Rural       |
| Districte Goilala      | Tapini               | Woitape Rural      |
| Districte Kairuku-Hiri | Bereina              | Hiri Rural         |
| Districte Kairuku-Hiri | Bereina              | Kairuku Rural      |
| Districte Kairuku-Hiri | Bereina              | Koiari Rural       |
| Districte Kairuku-Hiri | Bereina              | Mekeo Kuni Rural   |
| Districte Rigo         | Kwikila              | Rigo Central Rural |
| Districte Rigo         | Kwikila              | Rigo Coastal Rural |
| Districte Rigo         | Kwikila              | Rigo Inland Rural  |